# Guatteria sessilicarpa
Guatteria sessilicarpa är en kirimojaväxtart som beskrevs av Paulus Johannes Maria Maas och Van Setten. Guatteria sessilicarpa ingår i släktet Guatteria och familjen kirimojaväxter. Inga underarter finns listade i Catalogue of Life.